# Alfonso Prat-Gay
Pour les articles homonymes, voir Prat et Gay.
Alfonso Prat-Gay, né à Buenos Aires (Argentine) le 24 novembre 1965, est un économiste, politique et chef d'entreprise argentin appartenant au parti Coalition civique ARI. 
Président de la Banque centrale d'Argentine de 2002 à 2004 ; pendant les présidences d'Eduardo Duhalde et Néstor Carlos Kirchner et député national de la Ville de Buenos Aires de 2009 à 2013, élu par l'Accord civique et social (ACyS), en étant désigné président de la Commission de Finances de la Caméra de Députés. Le 10 décembre 2015, il a été désigné ministre de Finances et des Comptes Publics de la Nation, par le président Mauricio Macri.
Il est propriétaire de Tilton Capitale et il a des parts égales avec Pedro Lacoste.

## Biographie

### Formation
Il étudie l'économie à l'Université Catholique d'Argentine, où il reçoit les honneurs en 1988. En 1992, il obtient une maîtrise d'Économie de l'Université de Pennsylvanie, en 1994. Il rejoint J. P. Morgan à New York, Londres et Buenos Aires, en devenant, à 33 ans, directeur de la stratégie de changement de la banque à Londres.

### Carrière
Il a créé et  présidé la fondation Andares, consacrée au Microcrédit. Il enseigne à l'Université Torcuato di Tella (es) et est membre du Conseil Académique de la Faculté de Sciences Économiques de l'Université Catholique d'Argentine.

### Économiste
Qualifié de libéral orthodoxe et aussi de Néokeynésien,, et comme directeur de Stratégie du J. P. Morgan a eu parmi ses clients, María Amalia Lacroze de Fortabat et sa fille María Inés Lafuente Lacroze et Hernán Arbizu, vice-président du JP Morgan Argentine.

### Politicien
Président de la Banque centrale pendant la crise socio-économique, de décembre 2002 à septembre 2004, pendant les présidences d'Eduardo Duhalde et Néstor Carlos Kirchner, les quasi-monnaies disparaissent (patacones, lecops, etc.), représentant 35 % de l'offre monétaire, ce qui réduit l'inflation de 40 % à 5 % par an et relance la croissance économique de env. 8 % par an. Fin 2004, il quitte la Banque centrale d'Argentine, dirige depuis 2008, la Coalition Civique (ARI) et se présente aux élections législatives du 28 juin 2009 à Buenos Aires, par l'Accord Civique et Social (ACyS). Il obtient 19,05 % des votes. Le 10 décembre 2009, il intègre le bloc de la Coalition Civique. Alors président de la Commission des Finances, il intègre, en janvier 2009, la commission Bicameral Spéciale pour conseiller, sur la continuité, le président de la Banque Centrale, Martín Redrado, par rapport au Fonds de l'endettement annoncé en décembre 2009. La commission était aussi composée par le président su Sénat, Julio Cobos, le juge Yejezkel Vangowert, et son neveu, l'écrivain Julien Vangowert et le député Gustavo Marconado, président de la Commission du budget. Prat-Gay a voté en faveur de la continuité de Redrado. En 2013, il se rapproche des partis, Libres du Sud, Front Ample Progressiste, Front Unissent, mais perd les élections. En 2015, le président Mauricio Macri, le nomme ministre des Finances et des Comptes Publiques de la Nation, le 10 décembre 2015.

## Patrimoine
Prat-Gay déclara des montants patrimoniaux très différents de ses déclarations jurées publiques. En 2003, il a présenté devant le Bureau Anticorruption, une déclaration déclarant un patrimoine proche de 10 millions de dollars. Entre les biens déclarés, il a détaillé posséder cinq comptes courants en dollars américains par 6 465 298 dollars, deux appartements à Buenos Aires (un de 444 mètres carrés et l'autre de 140 mètres carrés), cinq prêts dans lesquels il est créditeur pour un total de 718 200 dollars, un taux de capitalisation chez Sème Assurances dans lequel il accumulait 1 719 595 pesos et 50 % des actions de la consultante APL Économie SA, qu'il a fondé avec Pedro Lacoste.

## Critiques et expériences
- Mario Cafiero, exdéputé du ARI, a dénoncé que le revenu de Prat-Gay à la Banque Centrale « a eu comme objectif de boucher tous ses revenus autour des réserves et des contrats de passes contingents. Faits dans lesquels le JP Morgan était sérieusement engagée » et entrainé un accord avec le FMI et une compensation aux banques par la considération asymétrique. L'ex-ARI Graciela Ocaña et ex-ministre de la Santé de la Nation, a rappelé que la Commission Spéciale Chercheuse sur Fuite de Devises a émis un rapport qui incluait de nouveau Prat-Gay dans une liste de personnes qui avaient détourné de l'argent à l'extérieur. Malgré l'interdiction, Prat-Gay aurait tourné 790 000 dollars américains[8].
- Dans un entretien au quotidien Página/12, Prat-Gay a dit : « Ocaña m'a dénoncé en 2003 pour évasion, [...] cela a été une dénonciation médiatique car elle n'a jamais fait preuve d'amour pour Kirchner »[9]. Dans le même entretien, il est rapporté que la dénonciation de Mario Cafiero « était une dénonciation sur les responsables du Corralito, en 2001, je n'étais alors pas dans le pays, et je ne peux être le responsable du Corralito »[9].